# Cryphia mitsuhashii
Cryphia mitsuhashii là một loài bướm đêm trong họ Noctuidae.